# ルカ・マッローネ
ルカ・マッローネ（Luca Marrone、1990年3月28日-）は、イタリア・トリノ出身のサッカー選手。ACモンツァ所属。ポジションは守備的なMF、センターバック。

## 経歴

### クラブ
1998年にユヴェントスFCの下部組織に入団。各カテゴリでの活躍が認められ、2009-10シーズンのプレシーズンよりファーストチームに帯同する。2009年8月23日、セリエA開幕戦のスタディオ・オリンピコでのキエーヴォ戦にて途中出場を果たし、19歳でセリエAデビューを飾った。この試合を含め、同シーズンは2試合に出場する。
2010-11シーズンはチームメイトのチーロ・インモービレと共にシエーナとローン契約を結んだ。2011-12シーズンからユヴェントスへ復帰。このシーズンは3試合に出場し1得点を記録した。
2012-13シーズンからはセンターバックとしてもプレーしている。2013-14シーズンからは背番号を39番から17番に変更。
2013年9月2日、サッスオーロにドメニコ・ベラルディの共同保有権とトレードの形で共同保有で移籍。
2014年7月、ユヴェントスがマッローネの保有権の半分を買い取り、ユヴェントスへの復帰が決定。また、ユヴェントスと5年間の契約を締結した。しかし、出場機会はなく、2015年7月昇格したカルピFCへのレンタル移籍が決定。
2016年1月28日、エラス・ヴェローナFCへのレンタル移籍が決定。
2018年8月4日、再びエラス・ヴェローナFCへレンタル移籍。その後完全移籍となった。
2019年8月29日、FCクロトーネへレンタル移籍。その後完全移籍となった。
2021年8月31日、ACモンツァへ移籍。

### 代表
U-21イタリア代表では、UEFA U-21欧州選手権2011の予選のボスニア・ヘルツェゴビナ戦にて初出場。

## 所属クラブ
- ユヴェントスFC 2009-2019

→ ACシエーナ (loan) 2010-2011
→ USサッスオーロ・カルチョ (loan) 2013-2014
→ カルピFC (loan) 2015-2016
→ エラス・ヴェローナFC (loan) 2016.9-2017.1
→ ズルテ・ワレヘム (loan) 2017.1-2017.8
→ バーリ (loan) 2017-2018
→ エラス・ヴェローナ (loan) 2018-2019
- エラス・ヴェローナ 2019-2020

→ クロトーネ (loan) 2019-2020
- クロトーネ 2020-2021
- ACモンツァ 2021-

## タイトル
クラブ
ユヴェントスFC
- セリエA 2011-12, 2012-13, 2014-15
- コッパ・イタリア 2014-15
- スーペルコッパ・イタリアーナ 2012, 2013

ズルテ・ワレヘム
- ベルギーカップ 2016-17